# Villevaudé
Villevaudé és un municipi francès, situat al departament de Sena i Marne i a la regió de Illa de França. L'any 2007 tenia 1.680 habitants.
Forma part del cantó de Villeparisis, del districte de Meaux i de la Comunitat de comunes Plaines et Monts de France.

## Demografia

### Població
El 2007 la població de fet de Villevaudé era de 1.680 persones. Hi havia 537 famílies, de les quals 90 eren unipersonals (39 homes vivint sols i 51 dones vivint soles), 141 parelles sense fills, 259 parelles amb fills i 47 famílies monoparentals amb fills.
La població ha evolucionat segons el següent gràfic:
Habitants censats

### Habitatges
El 2007 hi havia 614 habitatges, 565 eren l'habitatge principal de la família, 8 eren segones residències i 41 estaven desocupats. 548 eren cases i 28 eren apartaments. Dels 565 habitatges principals, 488 estaven ocupats pels seus propietaris, 47 estaven llogats i ocupats pels llogaters i 29 estaven cedits a títol gratuït; 25 tenien una cambra, 33 en tenien dues, 80 en tenien tres, 120 en tenien quatre i 306 en tenien cinc o més. 490 habitatges disposaven pel capbaix d'una plaça de pàrquing. A 179 habitatges hi havia un automòbil i a 353 n'hi havia dos o més.

### Piràmide de població
La piràmide de població per edats i sexe el 2009 era:
| Homes | Edats   | Dones |
| ----- | ------- | ----- |
| 8     | 95 o +  | 8     |
| 4     | 90 a 94 | 24    |
| 16    | 85 a 89 | 32    |
| 8     | 80 a 84 | 12    |
| 4     | 75 a 79 | 12    |
| 16    | 70 a 74 | 4     |
| 28    | 65 a 69 | 36    |
| 16    | 60 a 64 | 36    |
| 28    | 55 a 59 | 36    |
| 72    | 50 a 54 | 24    |
| 68    | 45 a 49 | 76    |
| 64    | 40 a 44 | 72    |
| 80    | 35 a 39 | 68    |
| 60    | 30 a 34 | 68    |
| 32    | 25 a 29 | 36    |
| 44    | 20 a 24 | 64    |
| 44    | 15 a 19 | 60    |
| 60    | 10 a 14 | 56    |
| 56    | 5 a 9   | 44    |
| 76    | 0 a 4   | 68    |

## Economia
El 2007 la població en edat de treballar era de 1.112 persones, 814 eren actives i 298 eren inactives. De les 814 persones actives 775 estaven ocupades (426 homes i 349 dones) i 40 estaven aturades (17 homes i 23 dones). De les 298 persones inactives 82 estaven jubilades, 110 estaven estudiant i 106 estaven classificades com a «altres inactius».

### Ingressos
El 2009 a Villevaudé hi havia 576 unitats fiscals que integraven 1.637 persones, la mediana anual d'ingressos fiscals per persona era de 25.260 €.

### Activitats econòmiques
Dels 117 establiments que hi havia el 2007, 5 eren d'empreses extractives, 8 d'empreses de fabricació d'altres productes industrials, 30 d'empreses de construcció, 27 d'empreses de comerç i reparació d'automòbils, 12 d'empreses de transport, 6 d'empreses d'hostatgeria i restauració, 1 d'una empresa d'informació i comunicació, 2 d'empreses financeres, 3 d'empreses immobiliàries, 21 d'empreses de serveis, 1 d'una entitat de l'administració pública i 1 d'una empresa classificada com a «altres activitats de serveis».
Dels 29 establiments de servei als particulars que hi havia el 2009, 3 eren tallers de reparació d'automòbils i de material agrícola, 4 paletes, 5 guixaires pintors, 7 fusteries, 6 lampisteries, 1 electricista, 1 empresa de construcció, 1 restaurant i 1 agència immobiliària.
Dels 4 establiments comercials que hi havia el 2009, 1 era una botiga de més de 120 m², 1 una fleca, 1 una sabateria i 1 una botiga de material de revestiment de parets i terra.
L'any 2000 a Villevaudé hi havia 9 explotacions agrícoles que ocupaven un total de 210 hectàrees.

## Equipaments sanitaris i escolars
L'únic equipament sanitari que hi havia el 2009 era una farmàcia.
El 2009 hi havia una escola elemental.

## Poblacions més properes
El següent diagrama mostra les poblacions més properes.